# تومريس

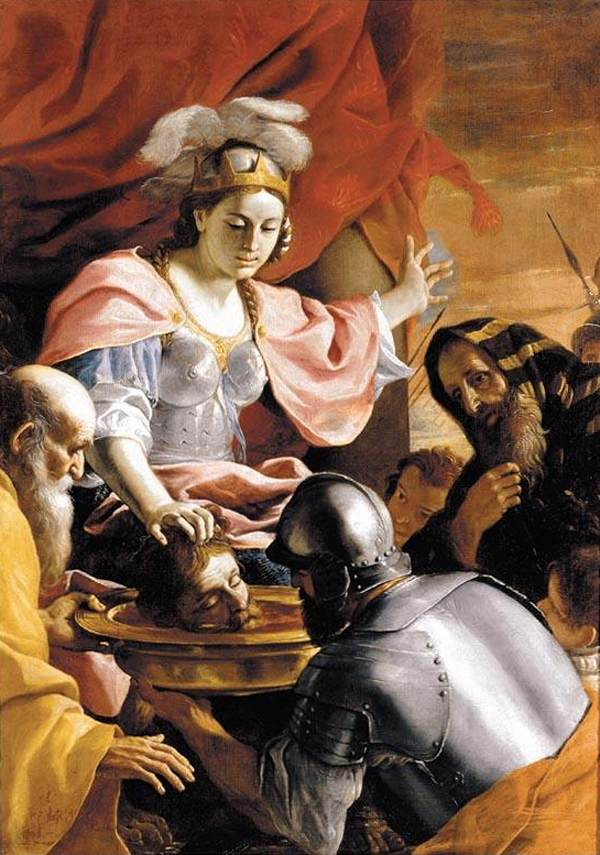
تومريس خاتون عندما وضعت رأس كيروس العظيم في حوض من الدماء (في حياته كان يريد ان يشرب الدماء، والآن أنت، اننى أشبع من دمائك)

تومريس أو تومرايس (بالفارسية: تَهم‌رَییش) (باللغة الفارسیة تعني شجاع" )، (بالتركية: تمير، دمير"الحديد" )، ويعتقد انها عاشت في القرن السادس قبل الميلاد، وهي ملكة الميسجات.
هي أول امراة حاكمة تعرف في التاريخ (بحاجة لمصدر) . وفي نفس الحقبة التاريخية دخلت في صراعات وحروب كبيرة مع الإمبراطورية الأخمينية في بلاد فارس. وقد أولت تومريس عناية خاصة بالأطفال وتنشئتهم نشأة سليمة، ولكنها أظهرت أهمية وجود هيكل لذلك، وأظهرت أيضا ضعف الإمبراطور الفارسي الكبير لكنها لم تنظم قطيع في اراضى ساكا بدون أي وضع. وبدخول الفرس إلى أراضى الساكا كان الوقت قد انتهى ولم تجد شئ لكي تفعله. لان الساكا كانوا يتراجعون وكانوا ينتظرون لحظة مناسبة من اجل اشعال الحرب، وفي حالة عدم حدوث هذه اللحظة سيلغون قرار الدخول في حرب.
وقد اضطر الساكا إلى التراجع إلى إيران بأراضى الكيروس وذلك بعد طردهم من أراضيهم.وبعد هذه الفترة، وافقوا على الانضمام إليهم ووقعوا العقد على الزواج من توميرس هاتون الفاتنة. وكانت تومريس هاتون تظن هذا الاتفاق لعبة وعندما علمت بجديته رفضت العرض.
ولكن هذه المرة قامت جيوش الكيروس الكبيرة بجمع جيشها وغزت أراضى الساكا مرة أخرى. وفي هذا الجيش يوجد المئات من المقاتلين والمتدربين على الحروب والقتال مثل الكلاب أيضا. وفي هذا الوقت فهمت تومريس انها لن تستطيع الهروب من جيش كروس العظيم، ولا يمكنها اختيار المكان الذي تود الذهاب اليه، وبذلك لم تجد أمامها سوى انتظار جيوش كروس.
وبعد ذلك تراوحت المسافة بين الجيشين بعض الكيلومترات، وعندما أوشكت الشمس على الغروب اشتعلت نيران الحرب حتى انها لم تهدأ، وقام كل منهما بوضع العديد من الخطط والمكائد والخدع لإسقاط الآخر، وقاموا بتأسيس الخيام لبعضهم، وكان يوجد في إحدى الخيام الفتيات الجميلة، الأطعمة، الشراب. وفجأة قام أحدهم بالهجوم على الخيمة التي توجد بها تومريس خاتون فانقضت عليها القوات، وقاموا بقتل العديد من الفرس الموجودين بها، واستكملوا استمتاعهم بعد ذلك.ولكن بعد عدة ساعات نظمت قوات الفرس الهجوم عليهما، وداهموا خيمة تومريس وقتلوا ابنها. حزنت تومريس كثيرا على مقتل ابنها الحبيب والمقرب إليها. وقالت وهي تتوعد باليمين: (تعطشت للدماء كيروس، لست بشجاعة ابني، وكلما شرب يقتل بالشراب، ولكن اقسم اننى سأشبع من دمك).
وفي اليوم التالى فقد ربحت الساكا الحرب. وكان الساكا لديهم مهارة كبيرة في رمى السهام، والرماية، واستخدام المركبات الحديثة بمهارة كبيرة. ولكن على الرغم من كلاب الحرب، إلا أنهم استطاعوا حسم الحرب لحسابهم. وكان من بين القتلى الملك الفارسى كيروس العظيم.
توقفت تومريس عند كلامها عندما جاء إليها رأس كيروس العظيم مقطوعة والحقيبة مليئة بالدماء. وقامت بعدها تومريس هاتون بوضع رأس كيروس العظيم في حوض كبير من الدماء (كان طوال حياته يريد أن يشرب الدم، والآن أنت، أننى اتغذى وأرتوى على دمائك).

## المؤثرات الثقافية
تومريس/توماريس هو اسم المؤنث التركي الذي يستخدم حتى الآن 

## المعرض

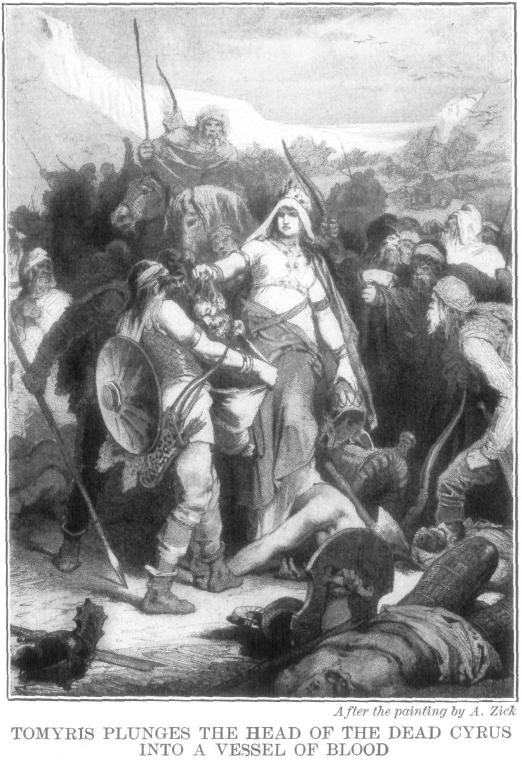
الملكة توماريس وهى تحمل رأس كاريوس الميت والمليئة بالأوعية الدموية

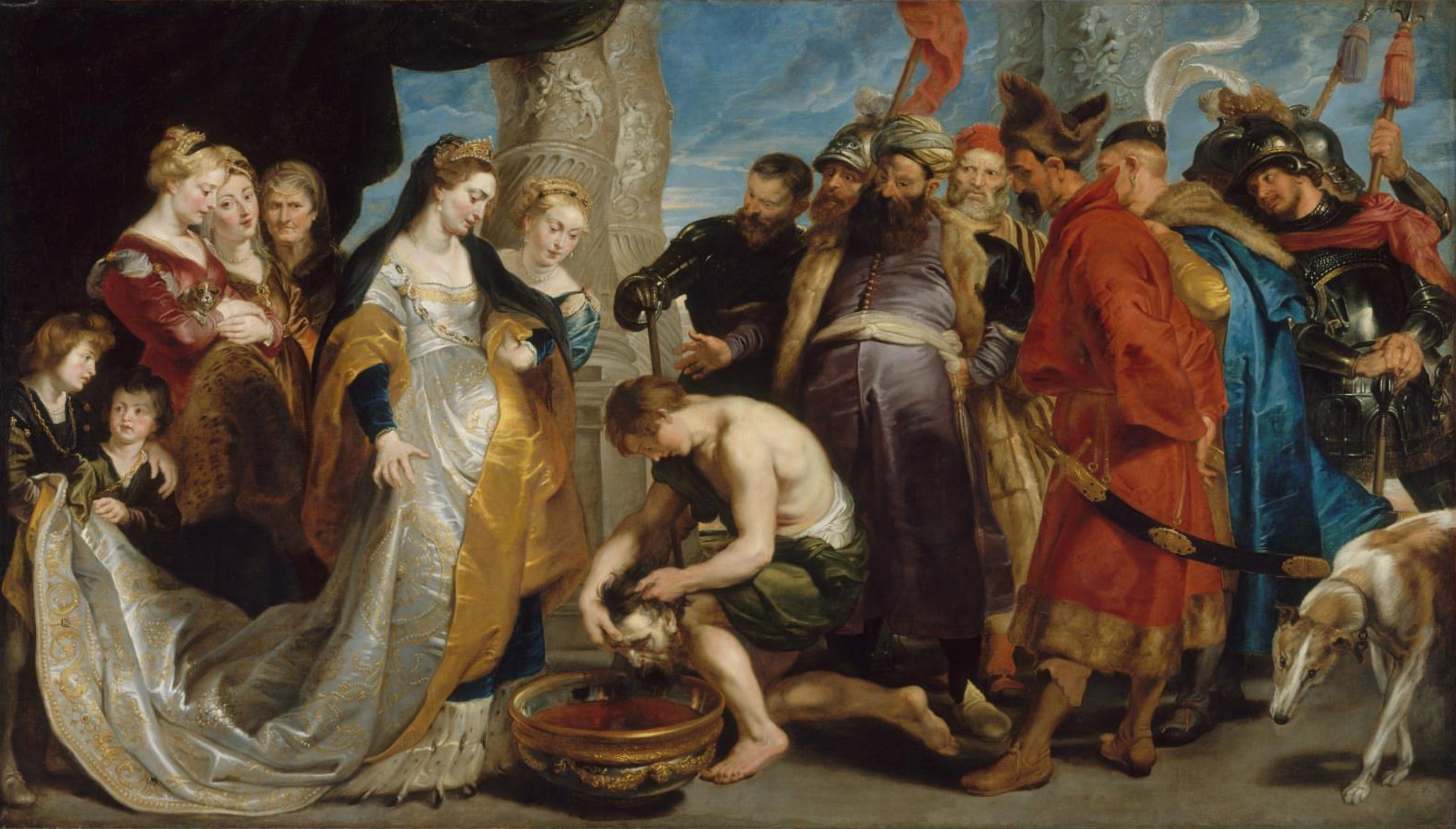
رسم بيتر باول روبنسن (أسطورة تومريس) وذلك اثناء وجود الحاكم الفارسى وخفض رأسه تماما من الدماء